# جایزه بزرگ عربستان سعودی ۲۰۲۴
جایزه بزرگ عربستان سعودی ۲۰۲۴ (با نام رسمی فرمول ۱ اس‌تی‌سی جایزه بزرگ عربستان سعودی ۲۰۲۴) یک مسابقه اتومبیلرانی فرمول یک بود که در ۹ مارس ۲۰۲۴ در پیست خیابانی جده در جده، عربستان سعودی برگزار شد. این مسابقه دومین دور از سری مسابقات فرمول یک فصل ۲۰۲۴ بود.
ماکس فرستاپن این مسابقه را از پول پوزیشن آغاز کرد و به پیروزی رسید این برد صدمین سکو، نهمین پیروزی متوالی و دومین پیروزی در این فصل برای او بود. در این مسابقه اولین جایزه بزرگ راننده مسابقات قهرمانی فرمول ۲، اولیور برمن نیز بود که در این مسابقه جانشین کارلوس ساینز جونیور در تیم فراری شده بود. برمن با کسب اولین امتیاز خود در فرمول یک در جایگاه هفتم قرار گرفت.

## پیش زمینه
این رویداد در ۷ تا ۹ مارس در کشور عربستان سعودی برگزار شد. این جایزه بزرگ دومین دور از مسابقات فرمول یک فصل ۲۰۲۴ و چهارمین دور از مسابقات جایزه بزرگ عربستان سعودی بود.
جایزه بزرگ برای برگزاری در روز شنبه به مناسبت ماه رمضان برنامه‌ریزی شده بود که در ۱۰ مارس آغاز شد.

### جدول رده‌بندی قهرمانی قبل از مسابقه
در آخر هفته، ماکس فرستاپن با ۲۶ امتیاز، ۸ امتیاز از هم تیمی خود سرجیو پرز در رتبه دوم و ۱۱ امتیاز از کارلوس ساینز جونیور در رتبه سوم، پیشتاز جدول قهرمانی رانندگان بود. ردبول ریسینگ نیز با ۱۷ امتیاز بیشتر از فراری و مرسدس با ۲۸ امتیاز پیشتاز قهرمان سازندگان بود.

### شرکت کنندگان
رانندگان و تیم‌ها در ابتدا همان ترکیب اولیه فصل بودند. اما اولیور برمن راننده ذخیره و مسابقات قهرمانی فرمول ۲ فراری، از سومین جلسه تمرین آزاد، پس از تشخیص آپاندیسیت و انصراف ساینز برای انجام عمل جراحی، جایگزین کارلوس ساینز جونیور در این مسابقه شد. برمن اولین حضور خود را در فرمول یک در این مسابقه انجام داد.

### انتخاب تایر
کمپانی تأمین کننده لاستیک، پیرلی ترکیبات تایرهای C2، C3 و C4 (سه لاستیک میانی در محدوده خود) را به ترتیب برای استفاده تیم‌ها در این رویداد، سخت، متوسط و نرم آورده بود.

## تمرین
سه جلسه تمرین آزاد برای این رویداد برگزار شد. اولین جلسه تمرین در ۷ مارس ۲۰۲۴، در ساعت ۱۶:۳۰ به وقت محلی (یوتی‌سی ۳:۰۰+) برگزار شد و ماکس فرستاپن از ردبول ریسینگ پیش از فرناندو آلونسو از استون مارتین و هم تیمی خود، سرجیو پرز در صدر جدول قرار گرفت. دومین جلسه تمرین آزاد در همان روز در ساعت ۲۰:۰۰ به وقت محلی برنامه‌ریزی شده بود، اما با ۱۰ دقیقه تأخیر به دلیل بررسی پیچ‌ها انجام شد. آلونسو پیش از جورج راسل از مرسدس و ورشتاپن پیشتاز این تمرین بود. سومین جلسه تمرین آزاد در ۸ مارس ۲۰۲۴ در ساعت ۱۶:۳۰ به وقت محلی برگزار شد و ورشتاپن پیش از چارلز لکلرک از تیم فراری و پرز هم تیمی ورشتاپن در صدر قرار گرفت. این جلسه پس از اینکه گوانیو ژو راننده تیم ساوبر کنترل ماشین خود را از دست داد و با موانع برخورد کرد با پرچم قرمز مواجه شد، اما پس از انجام تعمیرات لازم در موانع از سر گرفته شد.

## تعیین خط
مقدماتی در ۸ مارس ۲۰۲۴، ساعت ۲۰:۰۰ به وقت محلی (یوتی‌سی ۳:۰۰+) برگزار شد.

### نتایج کلی تعیین خط
| رده.                 | شماره. | راننده         | سازنده                       | زمان تعیین خط | زمان تعیین خط | زمان تعیین خط | رده نهایی |
| رده.                 | شماره. | راننده         | سازنده                       | م۱            | م۲            | م۳            | رده نهایی |
| -------------------- | ------ | -------------- | ---------------------------- | ------------- | ------------- | ------------- | --------- |
| 1                    | 1      | ماکس فرستاپن   | ردبول-هوندا                  | ۱:۲۸٫۱۷۱      | ۱:۲۸٫۰۳۳      | ۱:۲۷٫۴۷۲      | 1         |
| 2                    | 16     | چارلز لکلرک    | فراری                        | ۱:۲۸٫۳۱۸      | ۱:۲۸٫۱۱۲      | ۱:۲۷٫۷۹۱      | 2         |
| 3                    | 11     | سرجیو پرز      | ردبول-هوندا                  | ۱:۲۸٫۶۳۸      | ۱:۲۸٫۴۶۷      | ۱:۲۷٫۸۰۷      | 3         |
| 4                    | 14     | فرناندو آلونسو | Aston Martin Aramco-Mercedes | ۱:۲۸٫۷۰۶      | ۱:۲۸٫۱۲۲      | ۱:۲۷٫۸۴۶      | 4         |
| 5                    | 81     | اسکار پیاستری  | مک‌لارن-مرسدس                 | ۱:۲۸٫۷۵۵      | ۱:۲۸٫۳۴۳      | ۱:۲۸٫۰۸۹      | 5         |
| 6                    | 4      | لاندو نوریس    | مک‌لارن-مرسدس                 | ۱:۲۸٫۸۰۵      | ۱:۲۸٫۴۷۹      | ۱:۲۸٫۱۳۲      | 6         |
| 7                    | 63     | جورج راسل      | مرسدس                        | ۱:۲۸٫۷۴۹      | ۱:۲۸٫۴۴۸      | ۱:۲۸٫۳۱۶      | 7         |
| 8                    | 44     | لوییس همیلتون  | مرسدس                        | ۱:۲۸٫۹۹۴      | ۱:۲۸٫۶۰۶      | ۱:۲۸٫۴۶۰      | 8         |
| 9                    | 22     | یوکی سونودا    | RB-هوندا                     | ۱:۲۸٫۹۸۸      | ۱:۲۸٫۵۶۴      | ۱:۲۸٫۵۴۷      | 9         |
| 10                   | 18     | لانس استرول    | استون مارتین آرامکو-مرسدس    | ۱:۲۸٫۲۵۰      | ۱:۲۸٫۵۷۸      | ۱:۲۸٫۵۷۲      | 10        |
| 11                   | 38     | اولیور برمن    | فراری                        | ۱:۲۸٫۹۸۴      | ۱:۲۸٫۶۴۲      | بدون زمان     | 11        |
| 12                   | 23     | الکساندر آلبون | ویلیامز-مرسدس                | ۱:۲۹٫۱۰۷      | ۱:۲۸٫۹۸۰      | بدون زمان     | 12        |
| 13                   | 20     | کوین مگنوسن    | هاس-فراری                    | ۱:۲۹٫۰۶۹      | ۱:۲۹٫۰۲۰      | بدون زمان     | 13        |
| 14                   | 3      | دنیل ریکاردو   | RB-هوندا                     | ۱:۲۹٫۰۶۵      | ۱:۲۹٫۰۲۵      | بدون زمان     | 14        |
| 15                   | 27     | نیکو هولکنبرگ  | هاس-فراری                    | ۱:۲۹٫۰۵۵      | No time       | بدون زمان     | 15        |
| 16                   | 77     | والتری بوتاس   | کیک سائوبر-فراری             | ۱:۲۹٫۱۷۹      | بدون زمان     | بدون زمان     | 16        |
| 17                   | 31     | استابان اوکون  | آلپاین-رنو                   | ۱:۲۹٫۴۷۵      | بدون زمان     | بدون زمان     | 17        |
| 18                   | 10     | پیر گاسلی      | آلپاین-رنو                   | ۱:۲۹٫۴۷۹      | بدون زمان     | بدون زمان     | 18        |
| 19                   | 2      | لوگان سارجنت   | ویلیامز-مرسدس                | ۱:۲۹٫۵۲۶      | بدون زمان     | بدون زمان     | 19        |
| قانون ۱۰۷٪: ۱:۳۴٫۳۴۲ |        |                |                              |               |               |               |           |
| —                    | 24     | گوانیو ژو      | کیک سائوبر-فراری             | No time       | بدون زمان     | بدون زمان     | 201       |
| منبع:                |        |                |                              |               |               |               |           |

## مسابقه
این مسابقه در ۹ مارس ۲۰۲۴ در ساعت ۲۰:۰۰ به وقت محلی (یوتی‌سی ۳:۰۰+) برگزار شد و به مدت ۵۰ دور ادامه یافت.

### گزارش مسابقه
کوین مگنوسن از تیم فرمول یک هاس ۲۰ ثانیه پنالتی دریافت کرد. یکی از این‌ها پنالتی ۱۰ ثانیه ای برای برخورد با الکساندر آلبون و پنالتی ۱۰ ثانیه ای دیگر برای سبقت گرفتن از یوکی سونودا در خارج از مسیر بود. تیم با علم به اینکه بعید است در امتیازات به پایان برسد، تیم به او دستور داد که در قسمت‌های سبقت‌گیری پیست به روی دفاع تمرکز کند و در قسمت‌های باریک پیست تا حد ممکن آهسته رانندگی کند. با حمایت مگنوسن از رانندگان پشت سر، هم تیمی او نیکو هولکنبرگ با موفقیت در جایگاه دهم قرار گرفت و اولین امتیاز خود و هاس در فصل را به دست آورد.

### نتیجه نهایی مسابقه
| رده.                                                  | شماره. | راننده         | سازنده                       | دورها | زمان/بازنشسته | جایگاه | امتیازات |
| ----------------------------------------------------- | ------ | -------------- | ---------------------------- | ----- | ------------- | ------ | -------- |
| 1                                                     | 1      | ماکس فرستاپن   | ردبول-هوندا                  | 50    | ۱:۲۰:۴۳٫۲۷۳   | 1      | 25       |
| 2                                                     | 11     | سرجیو پرز      | ردبول-هوندا                  | 50    | +13.643۱      | 3      | 18       |
| 3                                                     | 16     | چارلز لکلرک    | فراری                        | 50    | +۱۸٫۶۳۹       | 2      | 162      |
| 4                                                     | 81     | اسکار پیاستری  | مک‌لارن-مرسدس                 | 50    | +۳۲٫۰۰۷       | 5      | 12       |
| 5                                                     | 14     | فرناندو آلونسو | Aston Martin Aramco-Mercedes | 50    | +۳۵٫۷۵۹       | 4      | 10       |
| 6                                                     | 63     | جورج راسل      | مرسدس                        | 50    | +۳۹٫۹۳۶       | 7      | 8        |
| 7                                                     | 38     | اولیور برمن    | فراری                        | 50    | +۴۲٫۶۷۹       | 11     | 6        |
| 8                                                     | 4      | لاندو نوریس    | مک‌لارن-مرسدس                 | 50    | +۴۵٫۷۰۸       | 6      | 4        |
| 9                                                     | 44     | لوییس همیلتون  | مرسدس                        | 50    | +۴۷٫۳۹۱       | 8      | 2        |
| 10                                                    | 27     | نیکو هولکنبرگ  | هاس-فراری                    | 50    | +۱:۱۶٫۹۹۶     | 15     | 1        |
| 11                                                    | 23     | الکساندر آلبون | ویلیامز-مرسدس                | 50    | +۱:۲۸٫۳۵۴     | 12     |          |
| 12                                                    | 20     | کوین مگنوسن    | هاس-فراری                    | 50    | +1:45.737۳    | 13     |          |
| 13                                                    | 31     | استابان اوکون  | آلپاین-رنو                   | 49    | +۱ دور        | 17     |          |
| 14                                                    | 2      | لوگان سارجنت   | ویلیامز-مرسدس                | 49    | +۱ دور        | 19     |          |
| 15                                                    | 22     | یوکی سونودا    | RB-هوندا                     | 49    | +۱ دور4       | 9      |          |
| 16                                                    | 3      | دنیل ریکاردو   | RB-هوندا                     | 49    | +1 lap        | 14     |          |
| 17                                                    | 77     | والتری بوتاس   | کیک سائوبر-فراری             | 49    | +۱ دور        | 16     |          |
| 18                                                    | 24     | گوانیو ژو      | کیک سائوبر-فراری             | 49    | +۱ دور        | 20     |          |
| بازنشسته                                              | 18     | لانس استرول    | Aston Martin Aramco-Mercedes | 5     | تصادف         | 10     |          |
| بازنشسته                                              | 10     | پیر گاسلی      | آلپاین-رنو                   | 1     | جعبه دنده     | 18     |          |
| سریع‌ترین دور: چارلز لکلرک (فراری) – ۱:۳۱٫۶۳۲ (دور ۵۰) |        |                |                              |       |               |        |          |
| منبع:                                                 |        |                |                              |       |               |        |          |